# Harold Brown (baloncestista)
Harold V. "Hal" Brown (2 de octubre de 1923 - Evansville, Indiana, 15 de septiembre de 1980) fue un jugador de baloncesto estadounidense que disputó una temporada en la BAA y otra más en la PBLA. Con 1,83 metros de estatura, jugaba en la posición de base.

## Trayectoria deportiva

### Universidad
Jugó durante su etapa universitaria con los Purple Aces de la Universidad de Evansville, siendo por dos años el máximo anotador de las universidades del estado de Indiana, y el décimo mejor anotador del país en 1946.

### Profesional
En 1946 fichó por los Detroit Falcons de la recién creada BAA, con los que disputó la única temporada del equipo en la liga, promediando 4,9 puntos por partido. Tras la desaparición del equipo, se celebró un draft de dispersión, siendo elegido por los Philadelphia Warriors, pero acabó fichando por los Kansas City Blues de la PBLA, donde promedió 7,2 puntos por partido.

## Estadísticas de su carrera en la NBA

### Temporada regular
| Temporada | Edad | Equipo          | Liga | Pos. | P  | TIT | MIN | TC  | TCA | %TC  | 3P | 3PA | %3P | TL  | TLA | %TL  | R.OF. | R.DEF. | REB | ASIS | ROB | TAP | PER | FP  | PTS |
| 1946-47   | 23   | Detroit Falcons | BAA  |      | 54 |     |     | 1.8 | 7.1 | .248 |    |     |     | 1.4 | 2.2 | .632 |       |        |     | 0.7  |     |     |     | 2.3 | 4.9 |
| Total     |      |                 | BAA  |      | 54 |     |     | 1.8 | 7.1 | .248 |    |     |     | 1.4 | 2.2 | .632 |       |        |     | 0.7  |     |     |     | 2.3 | 4.9 |